# Alphabet protosinaïtique
Pour les articles homonymes, voir Alphabet protocananéen.
L'alphabet protosinaïtique, également appelé alphabet protocananéen, est l'un des plus anciens alphabets connus. Il est, par dérivations et modifications successives, à l'origine de la plupart des alphabets utilisés aujourd'hui. Il relève des langues cananéennes.
Cet alphabet linéaire (par opposition à cunéiforme) comporte vingt-trois signes distincts, ce qui indique qu'il ne peut pas s'agir d'un syllabaire, à la différence du système d'écriture, peut être plus ancien, de Byblos (en), qui lui comporte une centaine de signes. Il est hypothétiquement dérivé des hiéroglyphes égyptiens : plus de la moitié des signes peuvent être mis en relation avec leur prototype égyptien. Certains chercheurs estiment d'ailleurs qu'il ne s'agit que d'un syllabaire dégénéré où chaque symbole représente une consonne suivie d'une voyelle quelconque, ce qui correspond de facto à un abjad ; les signes unilitères égyptiens semblent avoir profondément influencé les caractères de l'alphabet protosinaïtique.

## Premières inscriptions

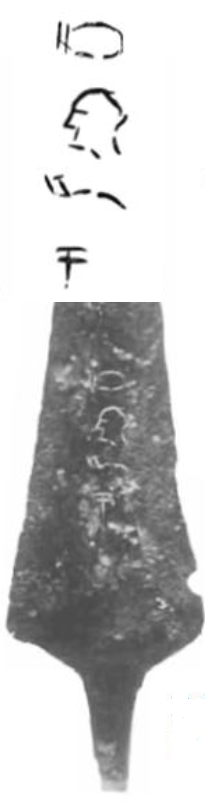
Dague de Lakish.

### Lakish

#### Dague
Une dague trouvée à Lakish est probablement la plus ancienne inscription alphabétique connue. Elle fut retrouvée dans un contexte archéologique clair : une tombe de la fin de l'âge de bronze (c. -1600) en compagnie de trois scarabées de type Hyksôs. Toutefois, Orly Goldwasser soutient depuis 2010 que l'invention de l'alphabet daterait plutôt du XIXe siècle avant notre ère.
Elle ne porte que quatre lettres, la première et la dernière étant partiellement effacées. On peut lire « trzn », peut-être « Turranza ».

#### Peigne
En 2022, des archéologues israéliens de l'université hébraïque de Jérusalem découvrent sur un peigne une phrase écrite en alphabet protosinaïtique sur le site de Lakish et datant d'il y a 3 700 ans ; cette découverte significative serait « la plus ancienne inscription rédigée dans cet alphabet jamais mise au jour »,.

### Ouadi el-Hol
Ouadi el-Hol est un site sur une ancienne route militaire reliant Thèbes à Abydos, comprenant de nombreuses inscriptions sur pierre. Deux inscriptions pourraient être les premières inscriptions alphabétiques connues. Elles sont datées du Moyen Empire (d'environ -2065 à environ -1735), ou de la Deuxième Période intermédiaire (entre -1700 et -1500).
John Darnell et ses collaborateurs pensent lire רב rb (chef, seigneur) au début de la première inscription et אל El à la fin de la seconde. Brian Colless a publié une traduction du texte dans laquelle certains des signes sont compris comme des logogrammes (un signe représente un mot) ou des rébus,:
« Excellent (R[’š]) banquet (mšt) pour la célébration (H[illul]) d'`Anat (`nt). le dieu (’El) va fournir (ygš) [H] plein (rb) de vin (wn) et de victuailles (mn) pour la célébration (H[illul]). Nous allons sacrifier (ngt_) pour elle (h) un bœuf (’) et (p) un premier bétail (R[’sh]) que l'on engraisse (mX). »
 Cette interprétation semble convenir avec les autres inscriptions environnantes.

### Sarābiṭ al-Khādim
Des fouilles archéologiques, menées par Flinders Petrie en 1905, ont révélé des campements de mineurs ainsi qu'un temple de la déesse Hathor locale, à Sarābiṭ al-Khādim. Sur ce site a été trouvé un sphinx de pierre, portant une double inscription, hiéroglyphique et protosinaïtique. C'est l'égyptologue anglais Alan Henderson Gardiner qui, en 1916, déchiffra ce système graphique. Son déchiffrement a montré qu'il s'agissait d'une dédicace « À Ba'alat, déesse de la turquoise. » L'inscription gravée sur la statue est la seule qui a pu être déchiffrée. Le déchiffrement de Gardiner n'a été que partiel puisqu'il n'a identifié correctement que neuf lettres. L'étude qui fait vraiment date, malgré ses imperfections, est celle de William F. Abright, qui propose le déchiffrement de vingt-six inscriptions.
Ces inscriptions sont généralement datées du XVIIIe siècle, au bronze moyen II A, pendant le Moyen Empire,. Cependant Albright propose une date entre 1525 et 1475 av. J.-C., et B. Sass maintient une date plus récente (XIVe siècle ou XIIIe siècle).

## Invention de l'alphabet
Toutes ces inscriptions présentent un trait particulier : par principe acrophonique elles utilisent une dérivation de hiéroglyphes phonétiques égyptiens pour écrire une langue sémitique. Les auteurs de ces deux inscriptions ont utilisé des signes égyptiens en leur donnant pour valeur le premier son, dans leur langue sémitique, du mot désigné par le hiéroglyphe égyptien. Ainsi, le pictogramme représentant une maison, que l'on disait *bēt en sémitique, dérivé du signe hiéroglyphique pour le même mot, était utilisé pour transcrire le phonème /b/, initiale de *bēt. Ce nom est resté pour désigner la lettre elle-même dans les alphabets hébraïque, phénicien, ou arabe, et était si bien ancré qu'il a été transmis aux Grecs en même temps que l'alphabet (βῆτα bêta, avec un suffixe -a).
Les signes utilisés pour créer cet alphabet sont des hiéroglyphes égyptiens qui servaient de phonèmes pour écrire les noms étrangers, qui n'avaient donc pas de transcription en hiéroglyphe.
John Darnell propose un scénario pour expliquer la naissance de cet alphabet et de ces inscriptions. Des mercenaires asiatiques (ˁȝmu, sémites) enrôlés dans l'armée auraient été exposés aux hiéroglyphes, en particulier aux trente signes phonétiques servant à l'écriture des noms étrangers qui auraient probablement servi à écrire leurs noms. Les soldats étaient souvent déployés dans le désert, sur de telles routes, ou envoyés dans des expéditions, ce qui expliquerait également la présence d'inscriptions similaires à la même époque à Sarābiṭ al-Khādim. Cela fournit un milieu propice à la théorie des « noms étrangers » de Benjamin Sass.
La date de l'invention n'est pas connue avec certitude. Elle se trouve entre -2000 et -1300. La plus ancienne inscription dont la date soit certaine est la dague de Lakish, vers -1600. John Darnell et André Lemaire, sur des arguments archéologiques et linguistiques (la comparaison avec les hiéroglyphes susceptibles d'avoir servi de modèles), estiment que l'alphabet date de la XIIe dynastie,. Benjamin Sass, qui pensait la même chose auparavant, défend maintenant une datation au XIVe siècle qui correspond à la multiplication du nombre des inscriptions retrouvées, bien que la dague de Lakish se situe a contrario de son argumentation. Quant à Orly Goldwasser, elle soutient que l'écriture alphabétique est apparue dans les années -1840, « inventée par des mineurs cananéens illettrés », dérivée de l'écriture hiéroglyphique.

## Alphabets dérivés
Ce premier alphabet, par dérivations successives, a donné les autres alphabets connus, comme l'alphabet phénicien, qui a voyagé avec ce peuple à travers la Méditerranée, et s'est également déplacé vers l'est et la Mésopotamie avec des caravanes. Il est à l'origine du modèle sudarabique qui, lui, ne suit plus le classement alphabétique traditionnel levantin déjà attesté en ougaritique.

## Alphabet protosinaïtique
| F1 |

| F1 |

| O1 |

| O1 |

| A28 |

| A28 |

| D46 |

| D46 |

| N35 |

| N35 |

| I10 |

| I10 |

| D4 |

| D4 |

| D1 |

| D1 |

| D19 |

| D19 |

| Aa32 |

| Aa32 |

| Z9 |

| Z9 |